# Јужни Jеменски куп
Јужни Jеменски куп био је такмичење у фудбалу нокаут-асоцијације које је водио и надгледао фудбалски савез Јемена (ФЈА или енлески YFA). Трајаo је једну сезону којa је одиграна 1984. године.

## Финале
| Сезона | Победник        | Резултат | Другопласирани |
| ------ | --------------- | -------- | -------------- |
| 1984.  | Ал-Вахда (Аден) | 3 - 2    | Мукала         |